# Rozedma płuc

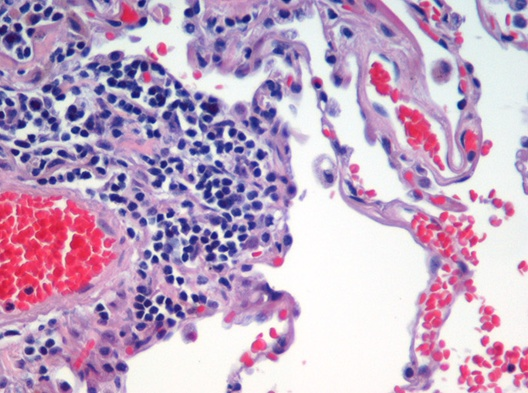
Próbka tkanki płucnej barwiona hematoksyliną-eozyną od człowieka z rozedmą płuc w końcowym stadium. Erytrocyty są uwidocznione na czerwono, jądra na fioletowo-niebiesko, a pozostałe elementy komórkowe i pozakomórkowe na różowo

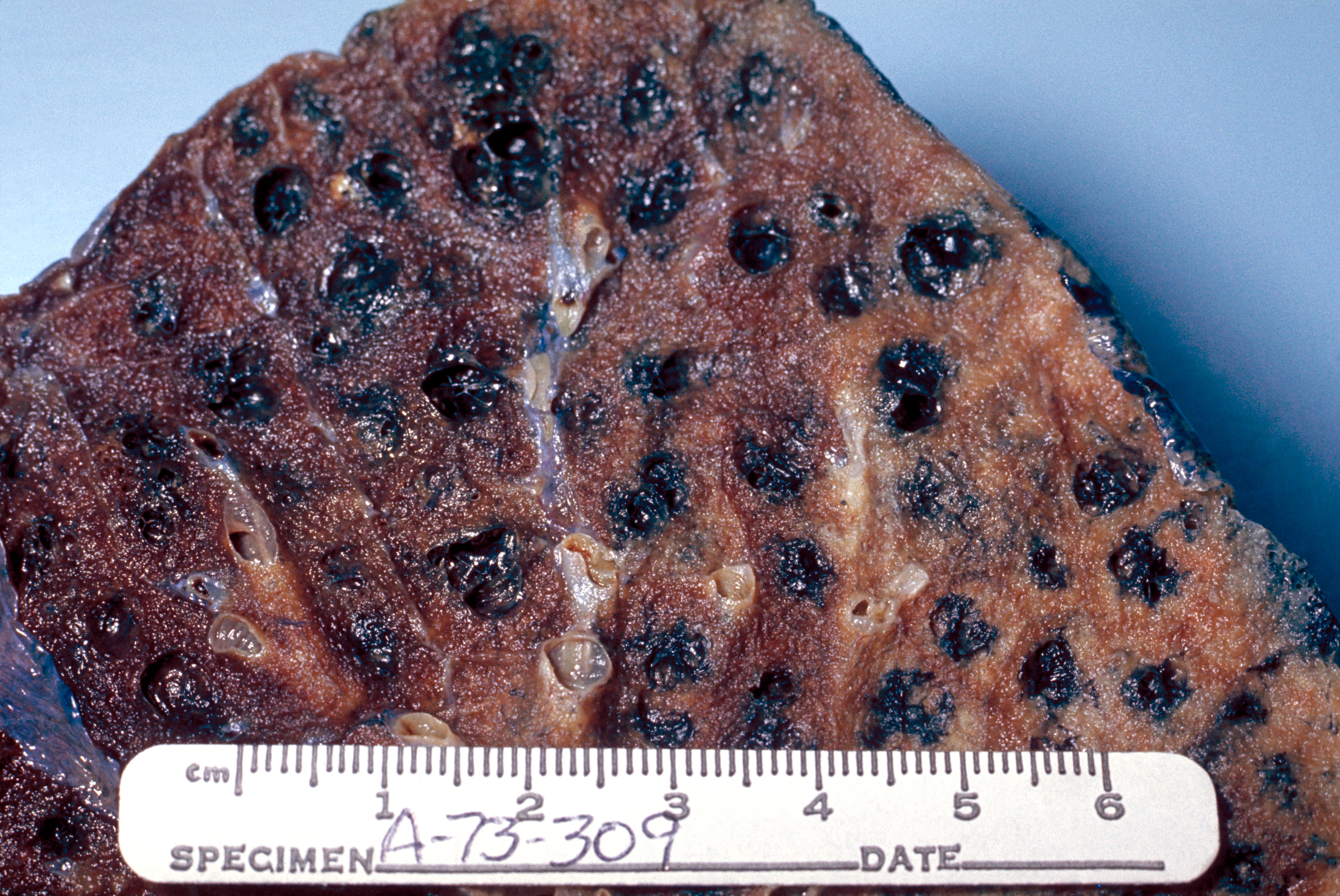
Okołozrazikowa rozedma, charakterystycznie dla palaczy. Przecięta powierzchnia zawiera liczne jamy wypełnione związkami węgla o czarnym kolorze

Rozedma płuc (łac. emphysema pulmonum) – przewlekła choroba płuc, która charakteryzuje się nieprawidłowym powiększeniem przestrzeni powietrznych położonych obwodowo od oskrzelików końcowych i destrukcją ścianek tych struktur. Skutkiem tego jest nadmierne upowietrznienie płuc, przy zmniejszeniu ilości pęcherzyków płucnych.
Proces dotyczy całych płuc, pogarsza się ich sprężystość, zawierają zwiększoną ilość powietrza, a przebieg wymiany gazowej jest upośledzony. W zrazikach płucnych powstają duże przestrzenie powietrzne, a niekiedy cały zrazik ulega zniszczeniu. Miejscami mogą się tworzyć znaczniejsze przestrzenie powietrzne, miejscami zlewające się ze sobą i tworzące pęcherze rozedmowe, które mogą grozić odmą opłucnową. Rozedma jest to nieodwracalne uszkodzenie struktury płuc, które powoduje zaburzenie ich funkcji, a podstawowym objawem chorobowym jest duszność.
Najczęstszą przyczyną występowania rozedmy płuc są czynniki środowiskowe: palenie tytoniu i zanieczyszczenie środowiska.
Rzadką, genetycznie uwarunkowaną przyczyną rozedmy płuc jest niedobór α1-antytrypsyny. Powiązanie między rozedmą płuc a niedoborem α1-antytrypsyny zostało po raz pierwszy opisane w 1963 roku przez Laurella i Erikssona.
Odkrycie to doprowadziło do powstania hipotezy próbującej wyjaśnić patomechanizm rozwoju rozedmy płuc, która zakłada występowanie zaburzenia równowagi między proteinazami (m.in. proteazy serynowe, proteazy cysteinowe, metaloproteinazy macierzy zewnątrzkomórkowej) i antyproteinazami (m.in. TIMP, α1-antytrypsyna, α2-makroglobulina, cystatyna C).
Rozedma płuc zaliczana jest do obturacyjnych schorzeń układu oddechowego wraz z pokrewnymi schorzeniami: przewlekłym zapaleniem oskrzeli i astmą oskrzelową. Przy nakładaniu się tych schorzeń ze względów praktycznych często mówi się o przewlekłej obturacyjnej chorobie płuc (POChP).
Chorych na klasyczną rozedmę płuc określa się czasem mianem różowych dmuchaczy (ang. pink puffer) w odróżnieniu od blue bloater, które opisuje chorych na klasyczną, zaawansowaną postać przewlekłego zapalenia oskrzeli.

## Klasyfikacja ICD10
| kod ICD10     | nazwa choroby                            |
| ------------- | ---------------------------------------- |
| ICD-10: J43   | Rozedma płuc                             |
| ICD-10: J43.0 | Zespół MacLeoda                          |
| ICD-10: J43.1 | Rozedma całego zrazika (płuca)           |
| ICD-10: J43.2 | Rozedma środkowej części zrazika (płuca) |
| ICD-10: J43.8 | Inna rozedma płuc                        |
| ICD-10: J43.9 | Nieokreślona rozedma płuc                |